# Brock Olivo
James Brockman Olivo (St. Louis, 24 giugno 1976) è un ex giocatore di football americano e allenatore di football americano statunitense. Dal 2014 al 2016 è stato l'assistente dell'allenatore degli special team dei Kansas City Chiefs della National Football League. Nel 2018 Olivo è stato assunto dai Chicago Bears come assistente allenatore degli special team.

## Scuola superiore
Cresciuto a Hermann (Missouri), Brock Olivo ha studiato presso la St. Francis Borgia Regional High School di Washington (Missouri), dove ha corso per 5,030 yarde e 70 touchdown durante la scuola superiore. Ha condotto il Borgia ad una perfect season e al campionato statale del Missouri nel 1993 quando è stato anche nominato "Player of the Year."

## Studi
Olivo ha studiato presso l'Università del Missouri diplomandosi in Inglese, Scrittura creativa, e Letteratura. Come membro della squadra di football, Olivo è stato il primo giocatore ad essere premiato con il Mosi Tatupu Award come miglior giocatore di special team del football di college. Ha mantenuto per breve tempo i record di corse e touchdown in carriera dell'Università del Missouri, ma in seguito entrambi questi record sono stati superati (due volte prima del 2008). È il settimo giocatore nella storia della scuola il cui numero di maglia è stato ritirato.

## Palmarès
- Mosi Tatupu Award - 1993
- Numero 27 ritirato dai Missouri Tigers